# 陳定宥
陳定宥（1994年9月4日—），臺灣彰化縣人。經營社群平台媒體網路，為網路紅人，身兼網路主播、網路歌手等身分，早期在 RC 語音平台開始進行線上直播與音樂演唱，以真誠互動與音樂翻唱在早期網路平台累積知名度，逐步拓展至自媒體經營與公開演講，並因其轉型歷程而受到關注。

## 創作歷程與轉型
除了網路直播，曾任平面模特兒與配音等工作，並在自媒體快速變化的環境下探索新的定位。2023年起，陳定宥將重心轉向社群經營與品牌策劃，其轉型歷程獲得多家媒體報導，成為網紅轉型的案例之一。

## 外部連結
- 陳定宥的Facebook專頁
- 陳定宥的Instagram帳戶
- YouTube上的陳定宥頻道
- 陳定宥官方網站（2025年7月29日存檔）